# Pigeon Maribo (äpple)
Pigeon Maribo är en dansk äppelsort. Pigeon Maribo har gröngul grundfärg med röd täckfärg på ungefär 50 % av äpplet, sortens typiska mått är: Höjd 57mm. Diameter 62mm. Stjälk 10mm. Pigeon Maribo står bra emot skorv och fruktträdskräfta och är lämplig för must. Must gjord på äppelsorten ger en komplex och fyllig smak, med 0,60% syra och 11,3% socker.